# Konstantin Landa
Konstantin Joerevitsj Landa (Russisch: Константин Юрьевич Ланда) (Omsk, 22 mei 1972 – 12 oktober 2022) was een Russisch schaker. 

## Biografie
Landa groeide op in Omsk. Hij leerde schaken bij Alexander Goldin en Jevgeni Svesjnikov. Landa werd tweede op het Sovjet-jeugdschaakkampioenschap in 1989 en won het Russische jeugdschaakkampioenschap in 1992. In 1995 werd hij schaakgrootmeester. 
Hij studeerde computerwetenschappen en werkte als IT-deskundige. In 1999 emigreerde hij naar Duitsland waarna hij zijn aandacht opnieuw richtte op het schaken. In 2011 werd hij FIDE Senior Trainer.
Landa won toernooien in Fürth (2002), Triëst (2005), Reggio Emilia (2006) en Hamburg (2007 en 2014). Hij won het Hogeschool Zeeland Schaaktoernooi in Vlissingen in 2011.
Na een lang ziekbed overleed hij op 50-jarige leeftijd.

## Publicatie
- Das Grosse Lehrbuch des Positionsspiels. Alkmaar: New In Chess, 2021 (samen met Konstantin Sakajev)